# OpenPR
openPR – Das offene PR-Portal ist ein deutsches, österreichisches und schweizerisches Presseportal.

## Geschichte
Im April 2004 wurde das Presseportal openPR von dem Juristen und Journalisten Roland Becker aus Hamburg gegründet. Als Grundidee galt bei der Gründung, auch kleinen Unternehmen, Vereinen und Organisationen die Möglichkeit zu bieten, ihre Innovationen oder Aktivitäten kostenfrei via Internet einer Öffentlichkeit zu präsentieren. Juli 2005 wurde das amerikanische Pendant von openPR aufgekauft und ist eine Marke der Einbock GmbH aus Hannover geworden. Im April 2006 wurde das Portal durch ein Weblog ergänzt, in dem aktuelle Nachrichten und Pressemitteilungen kommentiert werden können. Am 30. Juli 2007 erreichte das Portal seine 100.000 Pressemeldung.
2012 übernahm Ströer Interactive die Vermarktung von OpenPR.
2018 fusionierte das Presseportal OpenPR mit dem PR-Verteiler Connektar von Sebastian Einbock, der unter anderem auch das „Juraforum“ leitet. Die Dienstleistungen des openPR-Portals wurden durch diverse kostenpflichtige Services, wie z. B. der Erstellung von Pressemeldungen oder einer Schlussredaktion ergänzt. Aktuell hat das Portal über eine Million Pressemitteilungen von über 200.000 Autoren.
Die Reichweite des Portals unterliegt der Prüfung durch die Informationsgemeinschaft zur Feststellung der Verbreitung von Werbeträgern (IVW) und der Arbeitsgemeinschaft Online Forschung e. V. (AGOF).